# Andrzej Trzebicki
Andrzej Zawisz Trzebicki herbu Łabędź (ur. 23 listopada 1607 we wsi Trzebiczna koło Sieradza, zm. 28 grudnia 1679 w Kielcach) – mianowany biskupem krakowskim w 1657 roku, biskup przemyski w 1654 roku, podkanclerzy koronny, prepozyt płockiej kapituły katedralnej w latach 1653–1659, kanonik krakowski, opat czerwiński w latach 1653-1657, w 1674 pełnił funkcję interreksa w zastępstwie prymasa.

## Życiorys
Jako senator wziął udział w sejmach: 1654 (II), 1655, 1659, 1661, 1662, 1664/1665, 1665, 1666 (I), 1666 (II), 1667, 1668 (I), 1668 (II), 1668 (III), 1669 (I), 1669 (II), 1670 (I), 1670 (II), 1672 (I), 1673, 1674 (I), 1674 (II), 1676 i 1677 roku.
Był synem Marcina – kasztelana wieluńskiego i Katarzyny Rożniatowskiej herbu Ostoja. Kształcił się w kolegium jezuitów w Kaliszu, następnie na studiach filozoficznych w kolegium jezuickim w Krakowie. Główne studia teologiczne odbył w Rzymie, święcenia kapłańskie przyjął po powrocie do Polski. Jego pierwszą pracą jako kapłana była funkcja proboszcza parafii Prochy w diecezji płockiej. W 1633 został kanonikiem kapituły płockiej. Jednocześnie uzyskał doktorat z teologii obojga praw.
30 kwietnia 1642 wygłosił mowę w katedrze płockiej na przywitanie króla Władysława IV Wazy z rodziną. Od tego momentu jego kariera nabrała rozpędu. 30 maja 1642 został kanonikiem gnieźnieńskim, a w 1644 kanonikiem kapituły katedralnej w Krakowie. W okresie bezkrólewia w 1648 kierował kancelarią prymasa, a od króla Jana Kazimierza w 1653 roku przyjął urząd podkanclerzego koronnego.
12 grudnia 1654 decyzją papieża Innocentego X został biskupem przemyskim. Sakrę biskupią przyjął w kościele Jezuitów w Krakowie 21 września 1655. Opóźnienie spowodowane było wojną ze Szwecją. W czasie "potopu szwedzkiego" towarzyszył królowi Janowi Kazimierzowi, również na wygnaniu na Śląsku. Był zwolennikiem wypędzenia braci polskich z Polski, do czego doprowadził na sejmie w 1658.
14 lipca 1657 umarł w Raciborzu biskup krakowski Piotr Gembicki. Król Jan Kazimierz w liście do Stolicy Apostolskiej zaproponował na stanowisko biskupa krakowskiego Andrzeja Trzebickiego. Propozycja królewska została pozytywnie rozpatrzona i 2 marca 1658 papież Aleksander VII zwolnił Trzebickiego z funkcji biskupa przemyskiego, powołując równocześnie do Krakowa. 3 listopada 1658 Andrzej Trzebicki odbył ingres do katedry wawelskiej.
Na sejmie abdykacyjnym 16 września 1668 roku podpisał akt potwierdzający abdykację Jana II Kazimierza Wazy. Był członkiem konfederacji generalnej zawiązanej 5 listopada 1668 roku na sejmie konwokacyjnym. Po abdykacji Jana II Kazimierza Wazy w 1668 roku, popierał do polskiej korony kandydaturę francuskiego księcia Wielkiego Kondeusza. Był elektorem Michała Korybuta Wiśniowieckiego w 1669 roku z województwa krakowskiego.
Jako biskup krakowski przeprowadził wielką lustrację dóbr biskupstwa krakowskiego, odbudował zniszczenia po wojnie ze Szwecją, wspierał, zwłaszcza finansowo, Arcybractwo Miłosierdzia i założył pierwszy w Polsce szpital dla obłąkanych, tzw. "Dom pod Łabędziem" (ul. Szpitalna 13). W katedrze dopilnował dokończenia budowy kaplicy Wazów, wyremontował wieżę zegarową i prezbiterium. Katedrze ofiarował bardzo cenną serię gobelinów, kielichy oraz wypełniając testament poprzednika, zamówił w Gdańsku nowy relikwiarz dla świętego Stanisława. Relikwie świętego złożono w nim w 1671 r. Biskup sprowadził i pochował w podziemiach kaplicy rodzinnej zmarłego po abdykacji we Francji Jana Kazimierza. Po śmierci króla Michała Korybuta Wiśniowieckiego uczestniczył w przygotowaniach wyboru nowego króla. Z powodu obłożnej choroby interrexa, został wyznaczony do przeprowadzenia w jego zastępstwie elekcji. Był członkiem konfederacji generalnej zawiązanej 15 stycznia 1674 roku na sejmie konwokacyjnym. W 1674 roku był elektorem Jana III Sobieskiego z województwa krakowskiego, podpisał jego pacta conventa. Kilka dni po śmierci prymasa Kazimierza Floriana Czartoryskiego ogłosił królem Jana III Sobieskiego, chociaż był jego przeciwnikiem. Precedens ten sprawił, że biskup Trzebicki rościł sobie pretensje do sprawowania kompetencji prymasowskich, w tym prawa do koronacji królewskiej. Gdy wybrano nowego arcybiskupa gnieźnieńskiego Andrzeja Olszowskiego, obaj duchowni weszli w ostry konflikt, który zakończyła dopiero interwencja papieska.

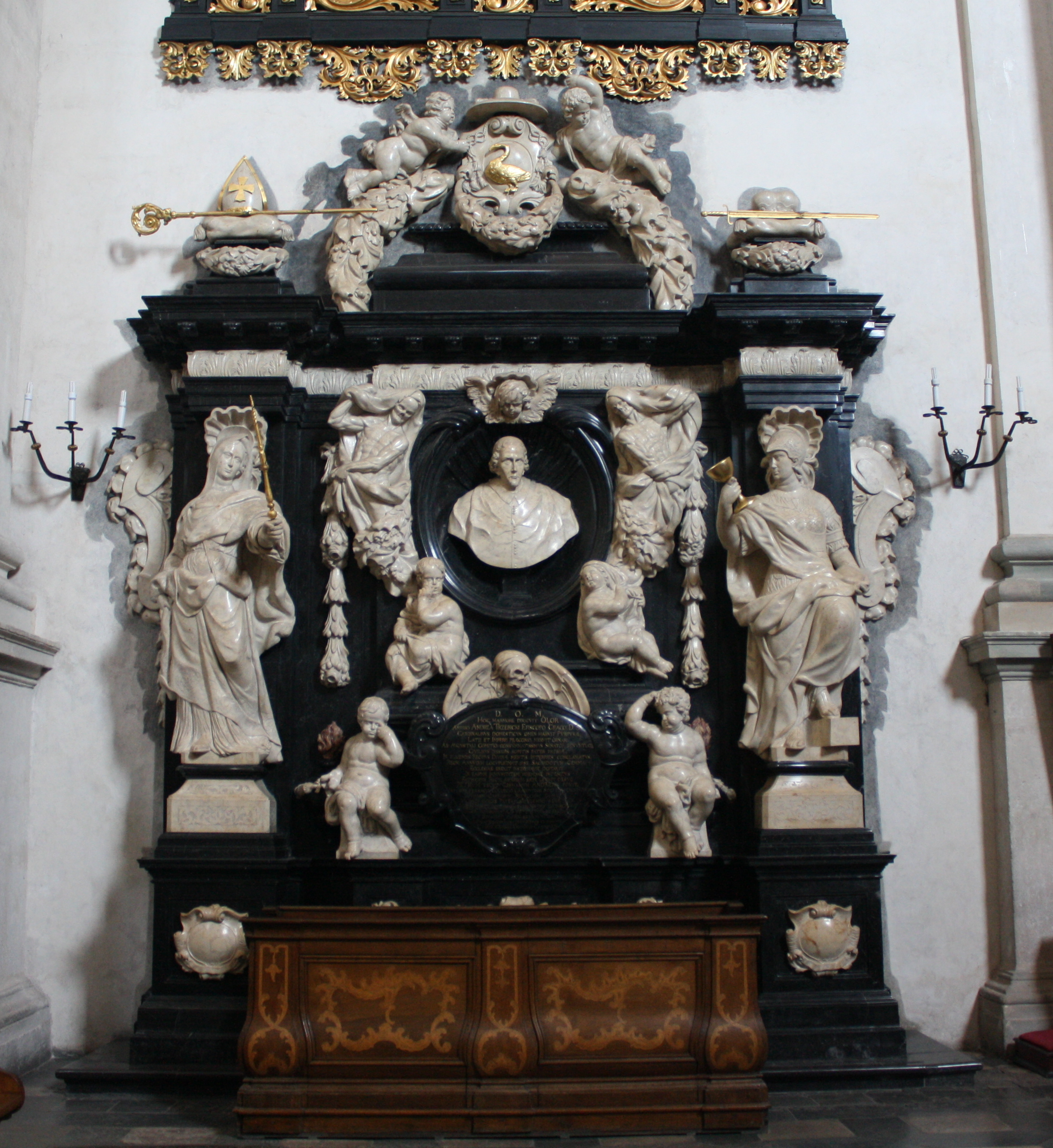
Pomnik nagrobny bp. Andrzeja Trzebickiego w kościele pw. świętych Piotra i Pawła w Krakowie

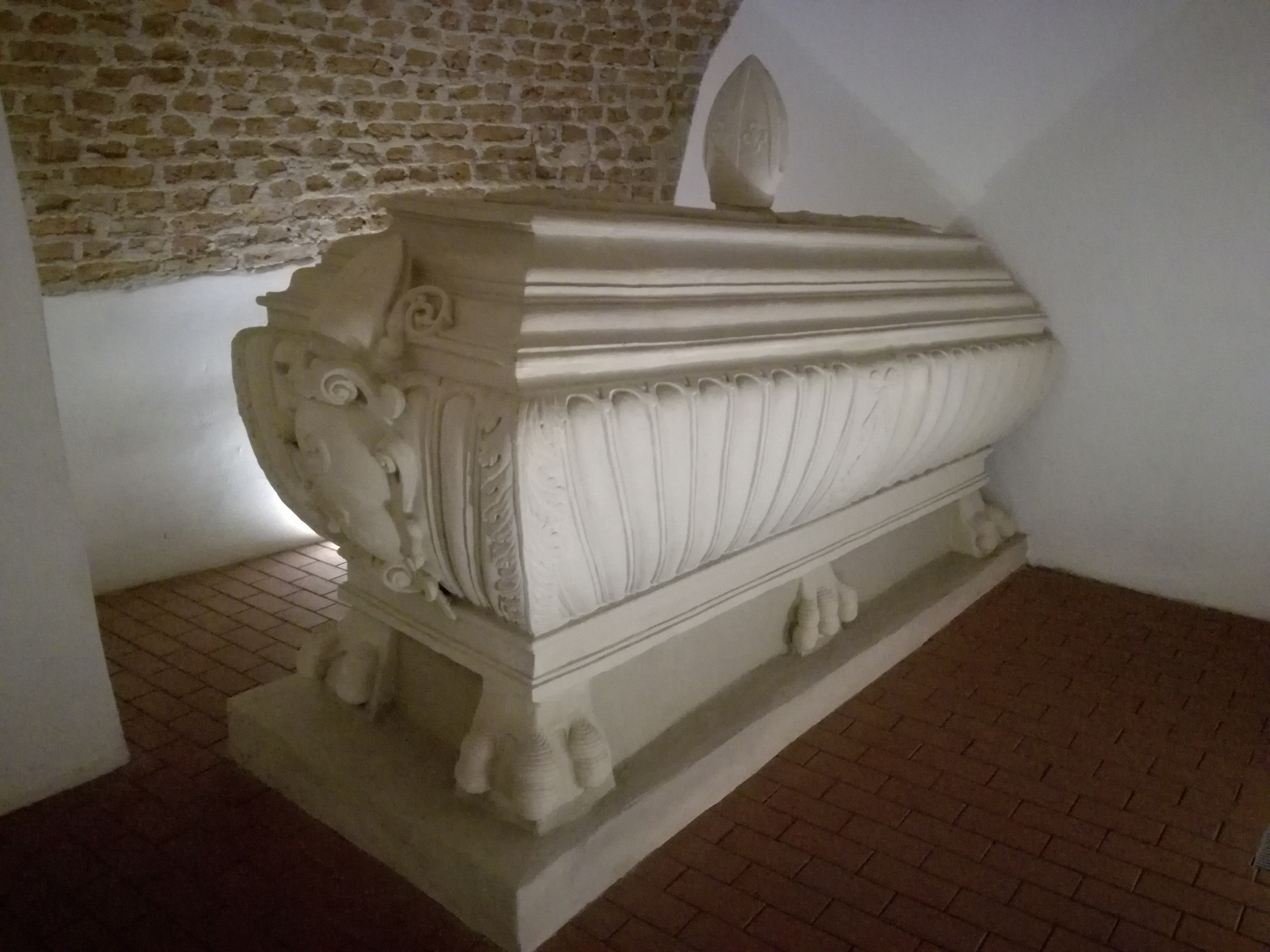
Sarkofag z prochami bp. Andrzeja Trzebickiego w krypcie kościoła pw. świętych Piotra i Pawła w Krakowie

Zaczął poważnie chorować pod koniec 1679, jeszcze w Boże Narodzenie odprawił mszę świętą. Zmarł 28 grudnia 1679 w Kielcach. Po mszy w katedrze wawelskiej został pochowany 29 stycznia 1680 w kościele św. św. Piotra i Pawła w Krakowie. Zgodnie z ostatnią wolą przekazano również klasztorowi OO Jezuitów ogromną bibliotekę biskupa (Spłonęła w ogromnym pożarze, jaki wybuchł w klasztorze 26 lipca 1719). Siostrzeniec biskupa – dziekan krakowski Kasper Cieński ufundował wujowi barokowy pomnik z czarnego marmuru dębnickiego, uzupełnionego białym w kościele św. św. Piotra i Pawła w Krakowie i nieco skromniejszy, również marmurowy, w katedrze wawelskiej.